# Сикуани
Сикуани (исп. Sicuani, кечуа Sikuwani) — город на юго-востоке центральной части Перу. Административный центр провинции Канчис в регионе Куско. Кроме того, является центром одноимённого района. Расположен на высоте 3552 м над уровнем моря. Население по данным переписи 2005 года составляет 41 628 человек; данные на 2010 год сообщают о населении 47 021 человек.